# Епархия Корпус-Кристи
Епархия Корпус-Кристи (лат. Dioecesis Corporis Christi) — епархия Римско-Католической церкви с центром в городе Корпус-Кристи, США. Епархия Корпус-Кристи входит в митрополию Галвестона — Хьюстона. Кафедральным собором епархии Корпус-Кристи является Собор Тела Христова в городе Корпус-Кристи, штат Техас.

## История
28 августа 1874 года Святой Престол учредил апостольский викариат Браунсвилла, выделив его из епархии Галвестона (сегодня — Архиепархия Галвестона — Хьюстона).
23 марта 1912 года апостольский викариат Браунсвилла был преобразован в епархию Корпус-Кристи.
10 июля 1965 года, 13 апреля 1982 года и 3 июля 2000 года епархия Корпус-Кристи уступила часть своей территории соответственно новым епархиям Браунсвилла, Виктории и Ларедо.
29 декабря 2004 года епархия Корпус-Кристи вступила в митрополию Галвестона — Хьюстона.

## Ординарии епархии
- епископ Доминик Мануки[англ.] (07.09.1874 — 18.01.1884) — назначен епископом Мобила
- епископ Питер Вердаджур-и-Прат[англ.] (25.07.1890 — 26.10.1911)
- епископ Пол Джозеф Нуссбаум[англ.] (04.04.1913 — 26.03.1920) — позднее назначен епископом Маркетта
- епископ Эммануэль Болеслав Ледвина[англ.] (30.04.1921 — 15.03.1949)
- епископ Мариано Саймон Гаррига[англ.] (15.03.1949 — 21.02.1965)
- епископ Томас Джозеф Дрюри[англ.] (19.07.1965 — 19.05.1983)
- епископ Рене Анри Грасида[англ.] (19.05.1983 — 01.04.1997)
- епископ Роберто Октавио Гонсалес-Ньевис (01.04.1997 — 26.03.1999) — назначен архиепископом Сан-Хуана[англ.]
- епископ Эдмонд Кармоди[англ.] (03.02.2000 — 18.01.2010)
- епископ Уильям Майкл Малви[англ.] (с 18.01.2010)

## Источник
- Annuario Pontificio, Libreria Editrice Vaticana, Città del Vaticano, 2003, ISBN 88-209-7422-3